# Microsoft Points
I Microsoft Points, noti anche con l'acronimo MSP, erano i punti acquistabili online e offline per l'ottenimento di contenuti scaricabili dal Marketplace di Xbox e Xbox 360, entrambe console di proprietà di Microsoft. Gli MSP furono introdotti nel novembre del 2005 e rimossi nell'agosto del 2013, quando Microsoft li sostituì con le valute locali.

## Modalità di acquisto
Il costo di una carta comprata nei negozi era di circa 30€ e conteneva 2100 MSP, mentre se ci si registrava al sito ufficiale Xbox si potevano comprare i punti online tramite carta di credito (si potevano utilizzare anche quelle ricaricabili come la Postepay) al prezzo di circa 25€ per 2000 MSP.
In Italia era disponibile solamente un'altra ricarica, da 4200 MSP, mentre nei mercati esteri le card si trovavano anche nei seguenti tagli:
- 700 MSP
- 1400 MSP
- 1500 MSP
- 1600 MSP
- 2800 MSP
- 3500 MSP
- 4000 MSP

Il prezzo degli MSP variava in base ai singoli mercati d'appartenenza. In Europa il cambio era di circa 1,20 € per 100 MSP.